# 메클렌부르크가

메클렌부르크가의 문장

메클렌부르크가(House of Mecklenburg)는 중세부터 1918년까지 메클렌부르크 지역을 지배했던 폴라브인 유래의 북독일 가문으로, 유럽에서 가장 오래 영주로서 통치한 가문 중 하나이다. 네덜란드의 율리아나 여왕은 부계로 이 가문의 일원이었다.